# Jules Faigt
 (juillet 2008).
Améliorez-le ou discutez des points à vérifier. 
 (juillet 2008).
Si vous disposez d'ouvrages ou d'articles de référence ou si vous connaissez des sites web de qualité traitant du thème abordé ici, merci de compléter l'article en donnant les références utiles à sa vérifiabilité et en les liant à la section « Notes et références ».
Jules Faigt, né le 30 décembre 1916 à Béziers et mort le 8 juillet 2011 à Colombiers, est un homme politique français. Comptable puis représentant de commerce, ce militant SFIO et Force ouvrière fut maire-adjoint de Béziers, conseiller général, conseiller régional, député suppléant, puis sénateur de l’Hérault.

## Biographie
Jules Faigt naquit à Béziers dans un milieu familial populaire. Il ne connut pas son père, ouvrier tourneur, qui se sépara de sa mère quelques mois après sa naissance. C’est sa mère qui l’éleva seule. Cette dernière n’avait pas d’activités politiques. Il en fut de même pour Jules Faigt jusqu’à la Seconde Guerre mondiale. 
Titulaire du brevet élémentaire, il entra, après son service militaire, à l’usine Fouga l’une des principales entreprises de la ville. Employé en comptabilité, il prit rapidement des responsabilités syndicales au sein de la fédération CGT des métaux. En 1938, il était l’un des animateurs locaux du syndicat. Durant une partie de la guerre, il résida en Corse.
Revenu à Béziers, il reprit son emploi à Fouga. Dès 1944, il côtoyait, au sein de l’entreprise, plusieurs militants SFIO et du MLN avec lesquels il distribua des tracts de la Résistance. Lors de la Libération, il fut membre du comité de libération de l’entreprise puis du comité de gestion des établissements Fouga. Il devint par la suite secrétaire du syndicat CGT. Parallèlement, il adhéra, au début de l’année 1945, à la SFIO. Il était aussi membre du MLN.
Militant syndical et politique actif, Jules Faigt connut une ascension politique très rapide au sein de la section socialiste de la ville, l’une des plus importantes du département. Actif au sein du groupe socialiste d’entreprise Fouga, il fut choisi pour figurer sur la liste présentée par le parti lors des élections municipales de 1945 puis de 1947 et devint secrétaire adjoint de la section dès 1945. Au sein de la section, il fut l’un des tenants d’une conception guesdiste du militantisme, demandant le contrôle des élus et un travail militant plus soutenu.
Malgré la brièveté de son engagement militant, il devint, avec François Villanova, co-secrétaire de la section en 1947, lors du décès du titulaire Louis Fournier. Quelques semaines plus tard, il fut élu secrétaire de la section, après avoir battu l’autre candidat à l’investiture, Germain Audouard. Rédacteur du Combat socialiste, le journal fédéral, il intégra la commission administrative fédérale en 1948. Parallèlement, il resta un militant syndical de premier plan à Fouga. 
Lors de la scission de la CGT, il créa le syndicat Force Ouvrière dans une entreprise qui était considérée comme un bastion de la CGT. Délégué FO en mai 1955, il devint en 1961 secrétaire du comité d’entreprise et le resta pratiquement jusqu’à la fin de l’entreprise. Dans ce bastion de la CGT, il eut des rapports souvent conflictuels avec les communistes. Après la fermeture de l’entreprise, il devint représentant de commerce en bâtiments préfabriqués. Il arrêta son activité en 1980 après avoir été élu sénateur.
Membre de la majorité fédérale, adepte des thèses défendues par Guy Mollet, Jules Faigt intégra le bureau fédéral dès 1951. Défenseur d’une vision exigeante du militantisme, son nom fut brièvement évoqué dans les années 1950 pour succéder à Charles Alliès, à partir du moment où la baisse des effectifs et de l’activité de la fédération posa problème. 
Durant cette période, il fut l’un des rédacteurs puis le secrétaire du Combat socialiste. Membre du bureau du mouvement socialiste pour les États-Unis d’Europe, il fut aussi membre de celui de la fédération départementale des élus socialistes et républicains. Connu comme un militant intransigeant, parfois rugueux, il fut hostile aux tenants de l’union avec les communistes.
Conseiller municipal en 1953, il devint 2e adjoint chargé des sports et de la jeunesse en 1959, sous la municipalité du radical Émile Claparède. Il géra ses délégations jusqu’en 1976. À ce titre, il lança une importante politique d’équipements sportifs dans la ville et la féria de Béziers. Il fut par ailleurs membre de la fédération bouliste et du club des supporters de l’ASB. Durant cette période, il fut aussi administrateur de l’office HLM et de la SEBLI, la société d’économie mixte de la région de Béziers. 
Lors du décès d’Émile Claparède, il figura parmi les candidats éventuels aux fonctions de maire mais s’effaça devant le radical Pierre Brousse. Il conserva ses fonctions municipales avec le nouveau maire auquel le PS s’était rallié. 
C'est à partir de l'année 1973 que les relations entre socialistes et radicaux locaux se tendirent. Cette année-là, Jules Faigt fut battu à l’élection du représentant de la ville au conseil régional, les radicaux soutenant le candidat de droite. 
Cette situation aboutit en 1976 à la rupture de la majorité de troisième force quand Pierre Brousse rejoignit la majorité présidentielle. Dès cet instant, Jules Faigt remit ses délégations au maire et quitta la majorité de droite. Dans un premier temps, il soutint la candidature de Raoul Bayou, très populaire dans la circonscription. Finalement, il se rallia à la candidature du communiste Paul Balmigère et devint, de 1977 à 1983, 1er adjoint et vice-président de l’office HLM de la ville.
Entretemps, Jules Faigt fut aussi candidat aux élections cantonales. En 1961, il tenta de conquérir le canton de Béziers-2 détenu par le communiste Joseph Lazare. Arrivé en tête des candidats non communistes et soutenu par le maire radical de Béziers Émile Claparède, il fut vaincu de 251 voix à l’issue du 2e tour, victime du maintien d’un candidat radical. Lors du renouvellement suivant, en 1967, il battit le successeur de Joseph Lazare, Émile Turco, maire communiste de Valras, et fut élu conseiller général. 
Lors du redécoupage cantonal de 1973, il opta pour le 3e canton de la ville et fut continuellement réélu jusqu’en 1998. Par ailleurs, il fut candidat à l’investiture pour les élections législatives de 1951 avant de se retirer et de soutenir Raoul Bayou. Ce dernier le choisit comme suppléant en 1958. Il reste son suppléant lors des élections de 1962, 1967, 1973 et 1978. En 1980, il fut investi par la fédération et devint sénateur de l’Hérault. Il fut aussi conseiller régional dès 1973 et devint par la suite secrétaire de cette institution.
Au sein de la fédération, il resta fidèle à Guy Mollet. Membre du comité directeur de la FGDS de l’Hérault, il était secrétaire fédéral adjoint en 1970. Par la suite, après avoir soutenu en 1971 la motion Defferre, il se rallia à François Mitterrand. Membre du bureau de la fédération des élus socialistes et républicains, secrétaire du groupe socialiste du conseil général, vice-président de cette institution, secrétaire fédéral, il fut au sommet de sa carrière politique avec son élection parlementaire en 1980. 
Ses positions locales furent, à compter de cette date, contestées par une partie des nouveaux militants issus d’Épinay, notamment les anciens conventionnels. Après avoir abandonné ses fonctions de secrétaire de section en 1979, il tenta d’obtenir l’investiture pour conduire la liste socialiste de 1983. 
Dès 1982, il se retira face à la concurrence de Max Véga Ritter qui dut finalement se rallier à une union de la gauche conduite par Paul Balmigère, le maire communiste sortant. Au sein du conseil général, en 1980, Jules Faigt perd ses fonctions de secrétaire du groupe socialiste pour avoir soutenu, comme tous les parlementaires du département, Mitterrand lorsque le président Gérard Saumade et la majorité du groupe choisirent de soutenir Michel Rocard.
En 1989, il devint premier adjoint au maire après la victoire du socialiste Alain Barrau à Béziers. Cette année-là, il fut battu à l’investiture aux sénatoriales lorsque Georges Frêche décida de faire élire son premier adjoint, André Vézinhet. En 1998, il ne se représenta pas comme conseiller général. Opposé au candidat choisi par le parti et soutenant Éliane Bauduin, il fut exclu du parti en ne se ralliant pas au candidat officiel. Il se retira dès lors de la politique active.

## Sources
- Olivier Dedieu, Le Midi rouge
- Archives départementales de l'Hérault 506 W 328, 356 W 154, 389 W 19, 506 W 328, 524 W 28, 1388 W 61, 1506 W 234, W 248, 1506 W 172.
- Archives de la section SFIO de Béziers (1944-1955).
- Archives de la fondation Jean Jaurès, Fonds Pierre Mauroy